# Hear the Beatles Tell All
Hear the Beatles Tell All (subtitel: Live in Person Interviews Recorded During Their Latest American Tour) is een album van de Britse band The Beatles, uitgebracht in de Verenigde Staten. Het is het tweede en laatste Beatles-album dat werd uitgebracht door Vee-Jay Records, dat eerder ook verantwoordelijk was voor Introducing... The Beatles, het Amerikaanse debuut van de groep. Op de eerste kant van het album staat een interview John Lennon door Jim Steck, op de tweede kant is een interview met alle bandleden door Dave Hull te beluisteren.
Hear the Beatles Tell All werd oorspronkelijk gedrukt ter promotie van de tournee van de groep door de Verenigde Staten in augustus en september 1964. In november van dat jaar werd het officieel uitgebracht.

## Achtergrond
Tijdens hun Amerikaanse tournee van 1964 werden The Beatles geïnterviewd door Jim Steck en Dave Hull, dj's van het radiostation KRLA 1110 uit Los Angeles. Nadat KRLA de interviews had uitgezonden, kreeg Vee-Jay toestemming om deze op een album uit te brengen. Vee-Jay vroeg aan Lou Adler, mede-oprichter van Dunhill Records, of hij het album wilde produceren. Adler besloot om schreeuwen van fans en concertgeluiden toe te voegen aan de opnames. Ook was Hal Blaine verantwoordelijk voor het inspelen van enkele slaginstrumenten.

## Tracks

### Kant 1
Jim Steck interviewde John Lennon op 24 augustus 1964 in Los Angeles. John sprak over:
- het publiek in de Hollywood Bowl, waar The Beatles een dag eerder hadden opgetreden;
- commerciële radio;
- het ontstaan van de naam "The Beatles";
- lang haar;
- skifflemuziek en de bezetting van de band;
- toekomstplannen;
- gevolgde opleidingen en de mislukkingen die hierbij hoorden;
- zijn huis in Liverpool.

### Kant 2
Alle leden van The Beatles werden op 25 augustus 1964 geïnterviewd door Dave Hull, die daarna door de groep bekend stond als "de man die onze adressen aan het publiek bekend heeft gemaakt". Zij spraken over:
- Paul: Jane Asher en haar familie;
- John: zijn vrouw die een zoon kreeg;
- George: zijn moeder die fanbrieven beantwoordt en Pattie Boyd;
- Paul: de adressen van de groepsleden;
- John: A Hard Day's Night en zijn nieuwe huis in Surrey;
- Ringo: zijn keeloperatie;
- Paul: het renpaard van zijn vader, genaamd "Drake's Drum";
- Ringo: Maureen Cox en Disneyland;
- George: Disneyland.

Op de vraag over welk deel van de film A Hard Day's Night hun favoriete deel was, antwoordden alle groepsleden "de scène waarin we springen en rennen door een open veld op de muziek van "Can't Buy Me Love".